# Le Fantôme du cirque (film, 1940)
Pour les articles homonymes, voir Le Fantôme du cirque et Shadow.
Pour plus de détails, voir Fiche technique et Distribution.
Le Fantôme du cirque (titre original : The Shadow) est un film américain en quinze épisodes réalisé par James W. Horne, sorti en 1940.
Produit par Columbia Pictures, comme le film homonyme de Charles C. Coleman sorti en 1937 dont il est le remake, le film met en scène les aventures de The Shadow, un personnage de fiction créé par Walter B. Gibson, qui devint le plus célèbre des héros de pulps des années 1930 et 1940.

## Synopsis
The Shadow combat un méchant connu sous le nom de The Black Tiger, qui a le pouvoir de se rendre invisible et tente de dominer les principales préoccupations financières et commerciales... 

## Fiche technique
- Titre français : Le Fantôme du cirque
- Titre original : The Shadow
- Réalisation : James W. Horne
- Scénario : Joseph O'Donnell, Ned Dandy, Joseph F. Poland, d'après les romans et nouvelles de Walter B. Gibson
- Photographie : James S. Brown Jr.
- Montage : Dwight Caldwell
- Musique : Lee Zahler
- Effets spéciaux : Ken Strickfaden
- Direction artistique :
- Production : Larry Darmour
- Société de production : Columbia Pictures Corporation
- Pays de production :  États-Unis
- Langue originale : Anglais
- Format : Noir et blanc — 35 mm — 1,37:1
- Genre : Film dramatique, Film policier, Film d'action
- Durée : 285 minutes (15 épisodes)
- Dates de sortie : 
  - États-Unis : 2 janvier 1940
  - Portugal : 14 avril 1941
  - France : 21 janvier 1948

## Distribution
- Victor Jory : Lamont Cranston, dit The Shadow'
- Veda Ann Borg : Margo Lane
- Roger Moore : Harry Vincent
- Robert Fiske : Stanford Marshall
- John Paul Jones : Mr. Turner
- Jack Ingram : Flint
- Chuck Hamilton : le complice Roberts
- Edward Peil Sr. : l'inspecteur Joe Cardona
- Frank LaRue : le commissaire Ralph Weston

Reste de la distribution (non crédité) :
- Philip Ahn : Wu Yung
- Griff Barnett : Stephen Prescott
- Dick Botiller : Green
- Budd Buster : le mendiant
- Joe Caits : Radio Shop Henchman
- Horace B. Carpenter : le conducteur de la voiture détournée
- Hal Cooke : Mr. Kent
- Richard Cramer : Voix de The Black Tiger
- Kernan Cripps : le policier de la salle d'audience
- Joe Devlin : un complice
- Charles Dorety : un complice
- Lester Dorr : un complice
- Franklyn Farnum : Sparks
- Eddie Fetherston : Williams
- Charles K. French : Joseph Rand
- Kit Guard : Clark
- Frank Hagney : le kidnappeur de Cranston
- Gordon Hart : Albert Hill
- Lloyd Ingraham : le juge
- Johnny Kascier : un complice
- Jack Kennedy : le policier du bazar oriental
- Charles King : Russell
- William Lally : un policier
- Rex Lease : un complice
- Edward LeSaint : Dr. Grant
- Tom London : le conducteur du camion détourné
- Jack Low : Mallory
- Sam Lufkin : Kirk
- Mary MacLaren : l'infirmière Plunkitt
- Murdock MacQuarrie : Richards
- Charles McAvoy : le policier du Rand
- Charles McMurphy : Police Dispatcher
- Lew Meehan : Dispatcher
- Frank Mills : un complice
- George Morrell : le vendeur de journaux
- Jack Perrin : Plane Mechanic
- Jack Rice : Taylor
- Constantine Romanoff : Harvey
- Dick Rush : un policier
- Marin Sais : l'infirmière Plunkett
- Lewis Sargent : un complice
- Cy Schindell : un passant
- Lee Shumway : Frank Milford
- Charles Sullivan : Counterman at Black Ship Café
- Harry Tenbrook : Adams
- Al Thompson : un complice
- George Turner : Jimmy
- Duke York : un complice
- Bert Young : un complice